# Eucrosia
Eucrosia is een geslacht van bolgewassen uit de narcisfamilie (Amaryllidaceae). De soorten komen voor van  Ecuador tot in Peru.

## Soorten
- Eucrosia aurantiaca (Baker) Pax
- Eucrosia bicolor Ker Gawl.
- Eucrosia calendulina Meerow & Sagást.
- Eucrosia dodsonii Meerow & Dehgan
- Eucrosia eucrosioides (Herb.) Pax
- Eucrosia mirabilis (Baker) Pax
- Eucrosia stricklandii (Baker) Meerow

... · 
Acis · 
Amaryllis · 
Boophone · 
Clivia · 
Crinum (Haaklelie) · 
Galanthus (Sneeuwklokje) · 
Hippeastrum · 
Hymenocallis · 
Leucojum (Narcisklokje) · 
Narcissus (Narcis) · 
Pancratium · 
Scadoxus · 
Sprekelia · 
Sternbergia · 
...